# Circo de Gredos

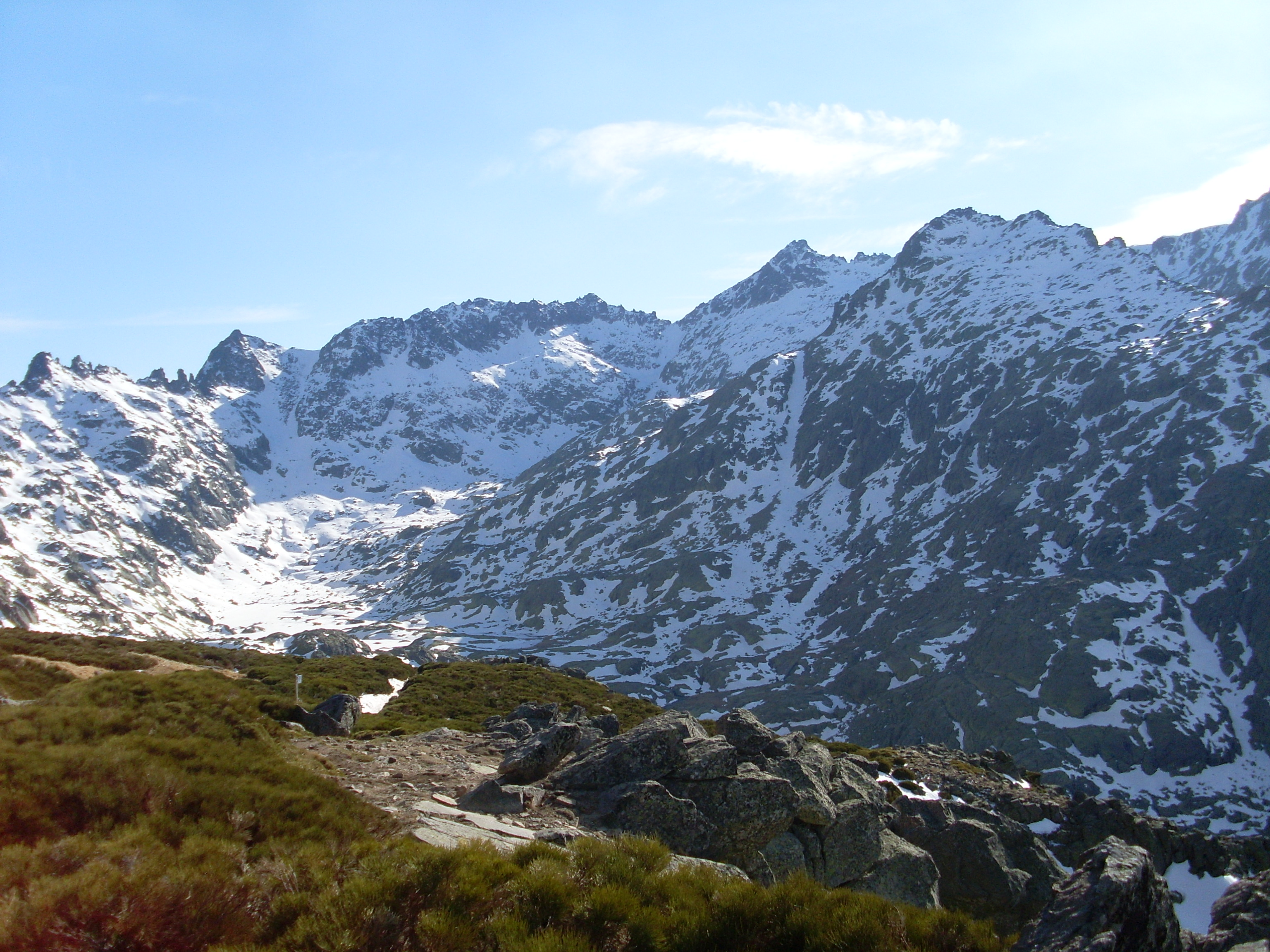
Widok Circo de Gredos od północnego wschodu, wiosna.

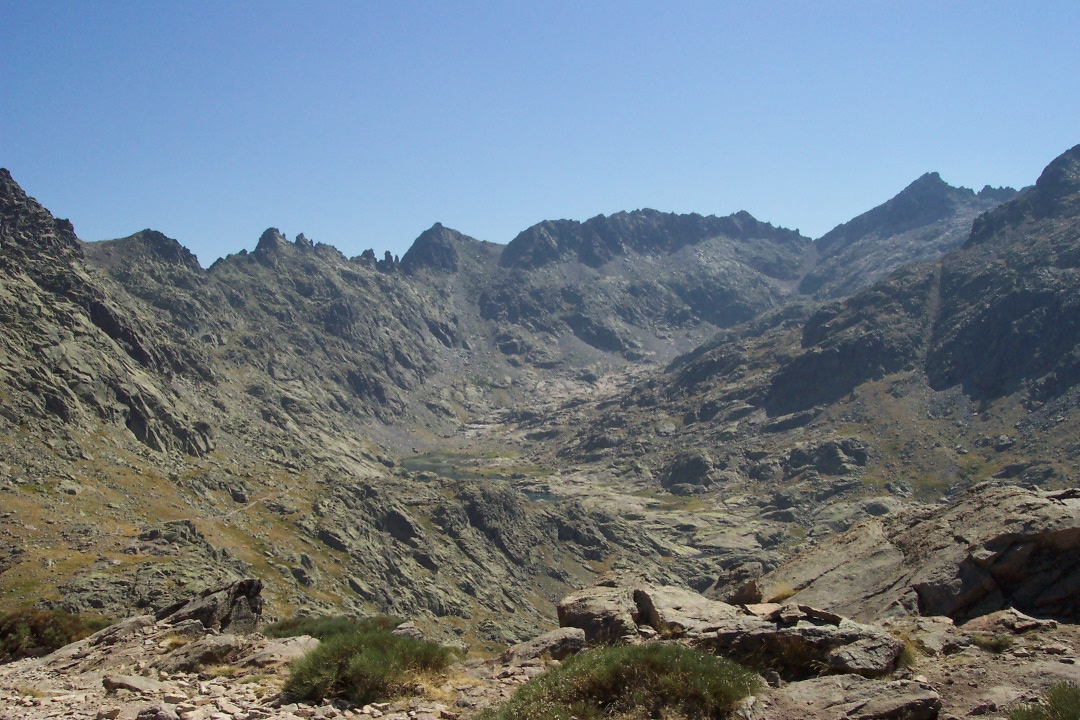
Widok Circo de Gredos w lecie.

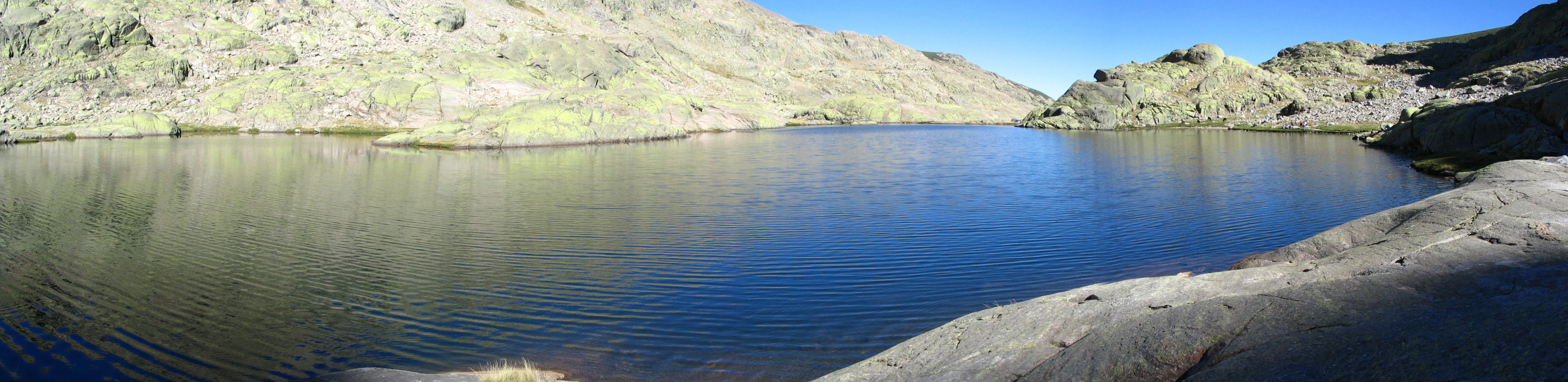
Laguna Grande de Gredos.

Circo de Gredos – cyrk lodowcowy w łańcuchu Sierra de Gredos w Górach Kastylijskich w Hiszpanii. Leży na terenie Parku Regionalnego Sierra de Gredos.
Jest największym cyrkiem lodowcowym w Sierra de Gredos, jego powierzchnia wynosi ok. 33 ha. Na jego wschodnim brzegu znajduje się Almanzor, najwyższy szczyt centralnej Hiszpanii. Na północno-wschodnim brzegu, na wysokości 1940 m n.p.m., znajduje się jezioro Laguna Grande de Gredos.